# Təzə Alvadı
Təzə Alvadı è un comune dell'Azerbaigian situato nel distretto di Masallı. Conta una popolazione di 5 994 abitanti.